# Villa Porta

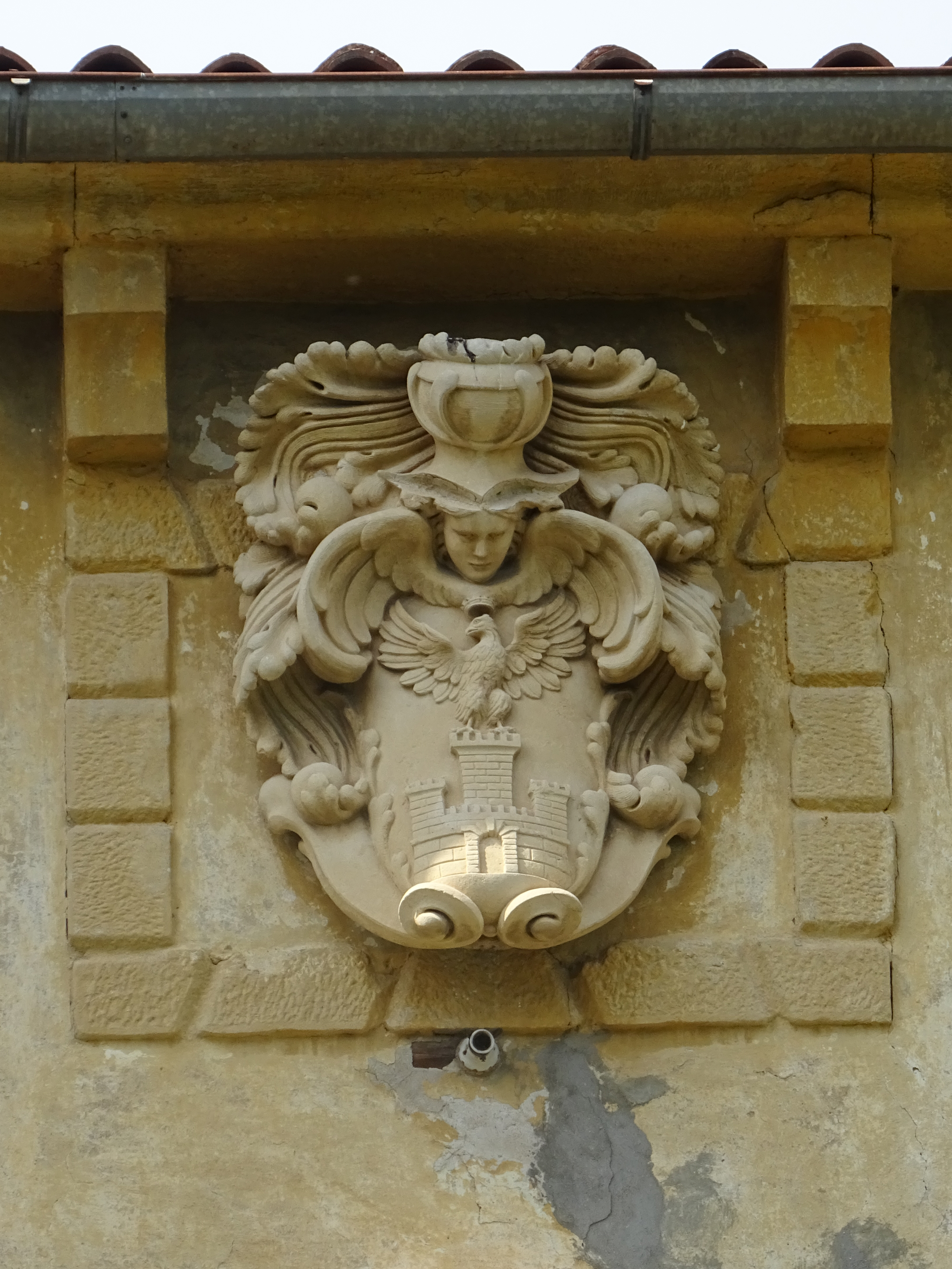
Stemma in cima alla facciata

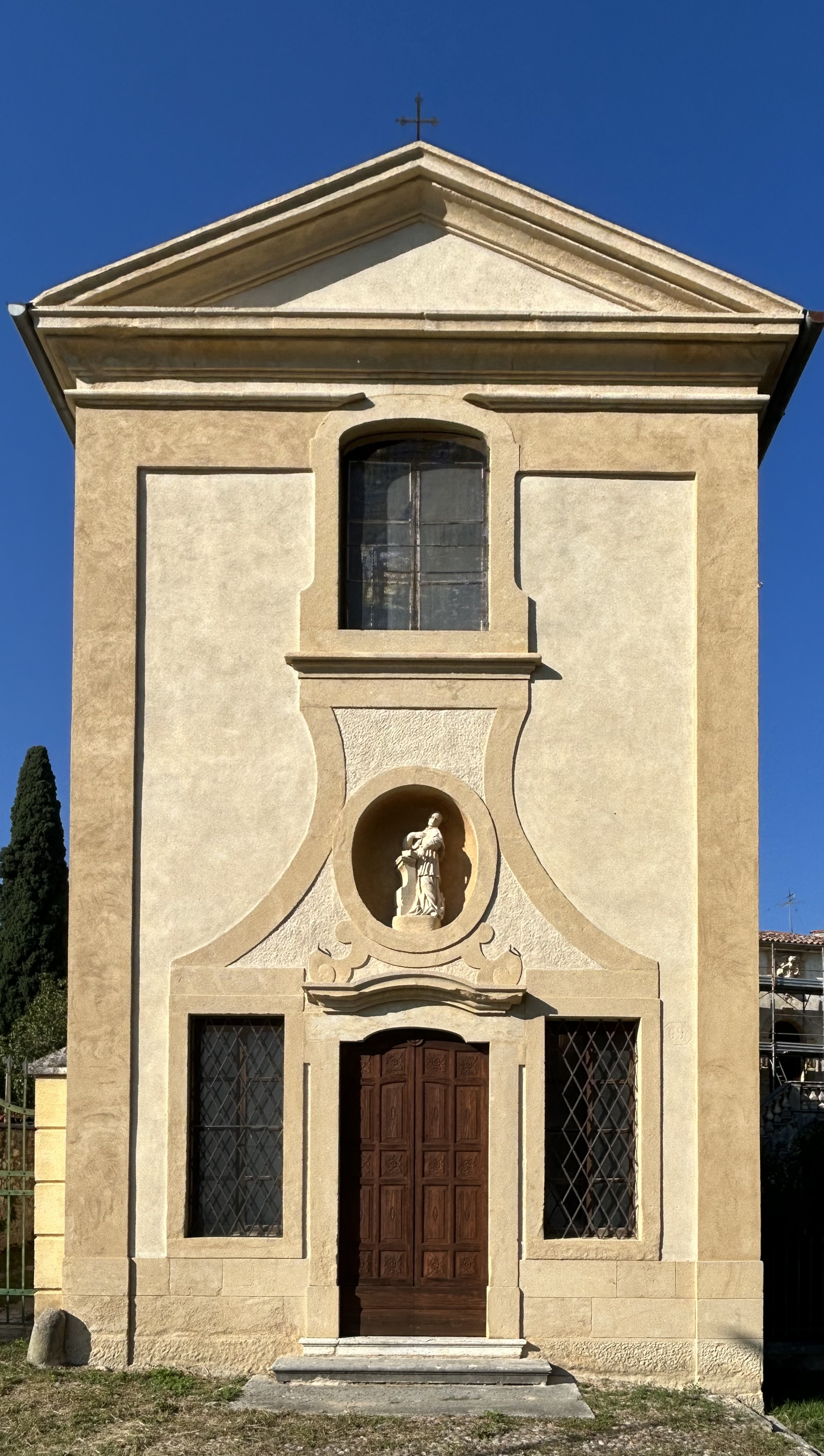
L'oratorio di San Carlo annesso a Villa Porta Rizzini

La Villa Porta, Rizzini è una villa veneta che risale alla fine del XVII secolo. Essa si trova nel comune di Marano di Valpolicella, in località Canzago, in Valpolicella, nella provincia di Verona.
Questa dimora unisce alcuni particolari di tradizione cinquecentesca, a significative novità barocche.
La villa è caratterizzata da un blocco paralleloepipedo al quale venne successivamente aggiunto un loggiato a due piani a forma di L.
A sinistra del fabbricato padronale sorge la cappella privata dedicata a San Carlo, che venne restaurata nel 1933 per mano della famiglia attuale proprietaria della Villa.